# نجف‌آباد (فاروج)
نجف آباد روستایی در دهستان تیتکانلو بخش خبوشان شهرستان فاروج استان خراسان شمالی ایران است.

## جمعیت
بر پایه سرشماری عمومی نفوس و مسکن در سال ۱۳۹۵ جمعیت این مکان ۶۶۹ نفر (۲۳۷خانوار) بوده‌است.

## زبان
مردم روستا کرد هستند و زبان روستا کردی است.